# جون هاكرا
جون بيتر هاكرا (بالإنجليزية: John Huchra) (23 ديسمبر 1948- 8 أكتوبر 2010) أستاذ جامعي وفلكي أمريكي. عمل نائب مدير قسم السياسة البحثية في جامعة هارفارد وأستاذ لعلوم الفلك في مركز هارفارد-سميثونيان للفيزياء الفلكية.
هاكرا هو الرئيس السابق لكلا من اللجنة الوطنية الأمريكية للاتحاد الفلكي الدولي وللجمعية الفلكية الأمريكية.

## السيرة الذاتية

### النشأة والتعليم
ولد هاكرا يوم 23 ديسمبر 1948 في جيرسي سيتي، نيو جيرسي لأب يعمل سائق قطارات وأم ربة منزل. ترعرع في ريدجفيلد بارك بولاية نيو جيرسي والتحق بمدرسة ريدجفيلد بارك الثانوية في عام 1966.
ظهر شغفه الكبير بالقراءة وخصوصا كتب علم الكونيات والخيال العلمي في تلك المرحلة. لم تكن القراءة هي هوايته أو اهتمامه الوحيد حيث كان هاكرا عضوا في فريق المصارعة بمعهد ماساتشوستس للتكنولوجيا والذي حصل منه في عام 1970 على درجة البكالوريوس في الفيزياء قبل أن يلتحق بمعهد كاليفورنيا للتكنولوجيا ويحصل على درجة الدكتوراه في علوم الفلك. حصل هاكرا على زمالة ما بعد الدكتوراه من مركز هارفارد-سميثونيان للفيزياء الفلكية في عام 1976 وبقي هناك حتى نهاية حياته المهنية.

### الحياة العملية
كون هاكرا مع مارك آرونسون وجيرمي مولد فريقا بحثيا استطاعوا من خلاله تحليل سطوع وسرعة دوران بعض المجرات الحلزونية وإعلان أن عمرها يصل إلى تسعة مليارات عام، أي نصف العمر الذي كان يعتقده معظم الفلكيين في السابق.
في عام 1986، نشر كلا من هاكرا، فاليري دي لابارنت ومارغريت جيلر التوزيع غير المألوف للمجرات على مقاييس لعشرات من الفراسخ الفلكية من النتائج الأولية لمسح إنزياح أحمر CfA، واصفين إياه بأنه «سطوح الهياكل الشبيهة بالفقاعات».
في عام 1989، باستخدام نتائج لاحقة من مسحهم الأحمر، اكتشف غيلر وهاكرا السور الكبير، هيكل يبلغ طوله 600 مليون سنة ضوئية و 250 مليون سنة ضوئية. ليصبح بذلك هو ثاني أكبر جسم فائق معروف في الكون.

## التكريم
تم اطلاق اسم هاكرا على عدسة الجاذبية أمام تقاطع آينشتاين تكريما له على مجمل أعماله وتخليدا لذكراه.

## وصلات خارجية
- صفحة جون هاكرا على موقع جامعة هارفارد
- فلكيوا AAS
- نعي هاكرا في صحيفة بوسطن غلوب
- النعي في صحيفة نيويورك تايمز
- أبحاث هاكرا مصنفة حسب الاقتباسات.
- الكلمة الأخيرة 5/11/2010.
- صفحة الويب الفلكية
- العروض الأخيرة